# Nicole Scherzinger
Nicole Scherzinger (pronunciación en inglés: /ˈʃɜːɹzɪŋəɹ/; nacida como Nicole Prescovia Elikolani Valiente; Honolulu, Hawái, 29 de junio de 1978) es una cantante, actriz, bailarina, compositora y personalidad de televisión estadounidense. Actuó inicialmente en obras de teatro de secundaria, y estudió en la Universidad Estatal Wright antes de abandonarla para seguir una carrera musical junto a la banda de rock estadounidense Days of the New y más tarde realizó una audición para Popstars, convirtiéndose en miembro del grupo de chicas Eden's Crush. Alcanzó la fama como la cantante principal de The Pussycat Dolls, que se convirtió en uno de los grupos femeninos con más ventas en el mundo. Durante su pausa, Scherzinger planeó emprender su carrera como solista con Her Name is Nicole, pero luego se archivó después de que cuatro sencillos no lograron impactar significativamente en las listas.
Tras la disolución del grupo, Scherzinger se aventuró exitosamente en la televisión ganando la décima temporada de Dancing with the Stars, y participando como jueza en The Sing-Off y en las versiones de The X Factor en los Estados Unidos y el Reino Unido (apareciendo en cuatro de sus catorce temporadas). Ha lanzado dos álbumes de estudio: Killer Love (2011), que fue lanzado con éxito moderado y fue precedido por el sencillo número uno «Don't Hold Your Breath»; y Big Fat Lie (2014). Como actriz, Scherzinger debutó en el West End de Londres en una reposición del musical Cats, recibiendo una nominación al Premio Laurence Olivier a la Mejor Actriz en un Papel de Reparto. Además, ha aparecido en varios papeles en televisión, incluyendo un papel protagónico en la película de televisión Dirty Dancing (2017). Gracias a su papel de Norma Desmond en el musical Sunset Boulevard (2023–2024) fue galardonada en 2024 con  el Premio Laurence Olivier a la Mejor Actriz protagonista y en 2025 con el Premio Tony a la mejor actriz principal de un musical. En 2025, la revista Time la nombró una de las 100 personas más influyentes del mundo.
A lo largo de su carrera, ha tenido un total de tres sencillos número uno en el Reino Unido, dos de los cuales provienen del grupo The Pussycat Dolls y uno como solista. Scherzinger ha vendido más de 60 millones de discos en todo el mundo, como solista y como cantante principal de Pussycat Dolls. De acuerdo con múltiples fuentes, ha vendido al menos 37 millones de sencillos y ha tenido más de 15 millones de ventas totales de álbumes. Desde su primer ingreso en las listas en 2005, ha logrado 20 éxitos top 20 en la lista UK Singles Chart. Fuera de su trabajo en la industria del entretenimiento, Scherzinger ha promocionado marcas como Herbal Essences y Müller, y ha colaborado con Missguided para diseñar una línea de ropa de gran éxito. También es embajadora de UNICEF y embajadora mundial de las Special Olympics y participa en actividades benéficas.

## Primeros años
Nicole Prescovia Elikolani Valiente nació en Maui y se crio en Honolulu, en una familia católica. Su padre, Alfonso Valiente, es de ascendencia filipina, mientras que su madre, Rosemary Elikolani, tiene ascendencia nativa hawaiana y ucraniana. Los padres de Scherzinger se separaron cuando ella todavía era un bebé. Cuando tenía seis años, su familia materna se mudó a Louisville, Kentucky, con su hermana, Keala, y su padrastro germano-estadounidense, Gary Scherzinger. Ella tomó el apellido de su padrastro después de que la adoptara. Asistió por primera vez a Bowen Elementary, y luego asistió a Meyzeek Middle School cuando era adolescente. Scherzinger afirma que, al crecer, su familia no tenía mucho dinero, y dio gracias a su madre por todo el apoyo que le brindó para convertirse en lo que es hoy. Scherzinger comenzó a actuar en Louisville, asistió a la Escuela de Artes Escénicas Juveniles en duPont Manual High School y actuó en Actors Theatre of Louisville. Cuando era adolescente, Scherzinger fue el primer finalista en el concurso Coca-Cola Talent Classic de la feria estado de Kentucky de 1996. En 2007, fue incluida en el Salón de la Fama de DuPont Manual Alumni como una de las personas más jóvenes. Después de obtener una beca, ella amplió sus estudios en la Universidad Estatal Wright especializándose en artes teatrales con un baile menor. Durante este período, Scherzinger obtuvo los papeles principales en producciones regionales de los musicales Chicago, Guys and Dolls y Show Boat.

## Carrera

### 1999–2002: Comienzos de carrera y Eden's Crush
En 1999, Scherzinger fue contratada por el líder de la banda Days of the New, Travis Meeks, para contribuir con las voces en su segundo álbum homónimo y más tarde abandonó la universidad para hacer una gira por los Estados Unidos en apoyo del álbum. Meeks afirma que después de una gira, los dos se separaron creativamente y que a pesar de ser una «artista increíble», «simplemente no parecía entender muy bien la música... ella no es una gran músico, ni [ella] comprende la música».
En 2001, después de la sugerencia de su madre, Scherzinger dejó la banda para una audición en el programa de televisión de The WB, Popstars. Con el objetivo de hacer una crónica de la formación del grupo hasta la grabación de su álbum debut, Warner Bros. imprimió London-Sire Records firmando un contrato de grabación antes de que la banda fuera nombrada y finalizara su membresía, debido a las horas de red exposición a la televisión que recibiría el grupo. Initially hesitant at the idea of joining a group, she then opted otherwise as she saw it as an opportunity to travel to Los Ángeles. Para su audición, cantó la versión de Whitney Houston de «I Will Always Love You» ay junto a Ivette Sosa, Maile Misajon, Ana Maria Lombo y Rosanna Tavarez, estableció el grupo de chicas Eden's Crush. Su sencillo debut, «Get Over Yourself», se lanzó en marzo de 2001 y debutó en el número ocho en el Billboard Hot 100 y se convirtió en el primer acto femenino en debutar en el número uno en la lista Hot 100 Singles Sales. Su álbum debut, Popstars, debutó en el número seis de la lista Billboard 200. Continuaron su gira con 'N Sync y Jessica Simpson, pero a fines de año su sello se declaró en quiebra y se disolvió. Durante este tiempo, will.i.am se acercó a Scherzinger para hacerse miembro de Black Eyed Peas, pero ella no aceptó porque su novio lo rechazó. En diciembre de 2002, Scherzinger trabajó con Yoshiki de la banda japonesa de heavy metal, X Japan en su proyecto Violet UK. Ella cantó la versión en inglés de «I'll Be Your Love» en vivo con la Orquesta Sinfónica de Tokio.

### 2003-2009: The Pussycat Dolls

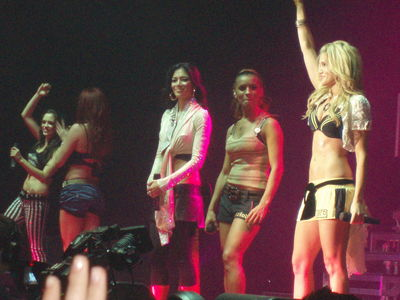
The Pussycat Dolls cantando en la gira de 2006.

En agosto de 2003, optando por un contrato de grabación en solitario, Scherzinger viajó a la oficina de Arista Records en Nueva York con un CD de demostración, bajo su apellido hawaiano, Nicole Kea, de su propio material escrito. Su actuación fue interrumpida por un apagón en toda la ciudad, y se vio obligada a irse. También hizo un breve desvío hacia la actuación, que incluye un cameo en la comedia independiente El amor no cuesta nada. Mientras tanto, Robin Antin, el creador de la tropa de burlesque, The Pussycat Dolls, realizó una empresa conjunta con Interscope Records y junto con los productores de discos Jimmy Iovine y Ron Fair, lanzaron una audición abierta para un grupo de grabación separado. Después de que will.i.am recomendó Scherzinger a Iovine, y con la esperanza de obtener un trato solo, ella audicionó con éxito junto con Melody Thornton uniéndose a Carmit Bachar, Ashley Roberts, Jessica Sutta y Kimberly Wyatt. En 2004, Scherzinger hizo un cover de «Breakfast in Bed» para la banda sonora de 50 First Dates. Como cantante principal, Scherzinger asumió la mayoría de la voz y es el único miembro del grupo que tiene créditos de composición en su álbum debut, PCD, que fue lanzado en septiembre de 2005. El álbum fue precedido por «Don't Cha», que se convirtió en su avance internacional, alcanzando el número dos o en el Billboard Hot 100. El álbum generó otros éxitos número uno, «Stickwitu» y «Buttons», el último de los cuales fue nominado a la Mejor interpretación pop vocal por un dúo o grupo en los Premios Grammy de 2007.
En febrero de 2006, Scherzinger firmó un acuerdo editorial global con Universal Music Publishing Group,que cubriría su futura composición. Su trabajo como cantante principal promovió la popularidad de Scherzinger a medida que continuó trabajando en su propia música. La primera grabación solista de Scherzinger fue una colaboración en «Lie About Us» de Avant que se lanzó en julio de 2006 y más tarde colaboró con Diddy en «Come to Me», que se convirtió en el primer éxito de Scherzinger en el Billboard Hot 100. en marzo de 2007, Scherzinger anunció que su primer álbum de estudio se titularía Her Name is Nicole y que inicialmente estaba programado para estrenarse a fines del verano. Cuatro sencillos fueron lanzados del proyecto—«Whatever U Like» con T.I., «Baby Love» con will.i.am, «Supervillain» y «Puakenikeni»—sin embargo, ninguno tuvo un impacto significativo en las listas de Billboard, aunque «Baby Love» fue un éxito moderado en territorios internacionales. Después de varios reveses, Scherzinger decidió no lanzar más sencillos del álbum y, a petición suya, Her Name Is Nicole finalmente se archivó y cambió su enfoque en el segundo álbum de las Doll.

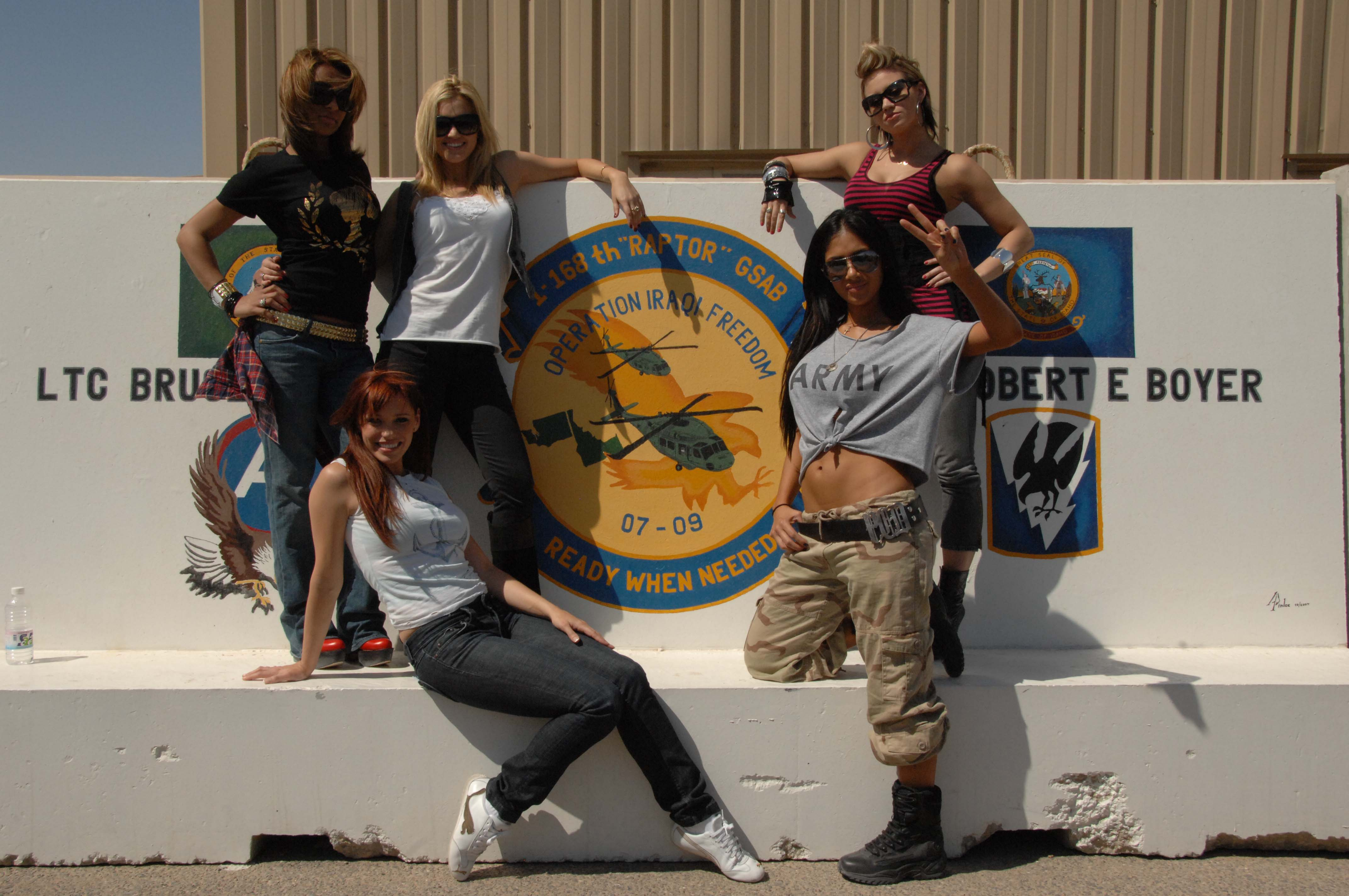
The Pussycat Dolls tocó para más de 2.000 estadounidenses y miembros del servicio de la coalición durante un concierto en vivo el 10 de marzo de 2008 en un campamento del Ejército de los Estados Unidos en la región del Golfo Pérsico (2008).

Tras la cancelación de Her Name is Nicole, Scherzinger se centró en el segundo y último álbum de The Pussycat Dolls, Doll Domination. Fue lanzado en los Estados Unidos el 23 de septiembre de 2008 y alcanzó el puesto número cuatro en el Billboard 200. El álbum incluía sencillos como «When I Grow Up» y «I Hate This Part» que alcanzó su punto máximo en el número nueve y once en el Billboard Hot 100, respectivamente. Ambas canciones fueron grabadas originalmente para el esfuerzo de Scherzinger en solitario. El año siguiente, las Pussycat Dolls se embarcaron en una gira mundial de conciertos, Doll Domination Tour, que comenzó el 18 de enero de 2009. Mientras estaba de gira, se le pidió a Scherzinger que reescribiera la versión pop de "Jai Ho" de la película Slumdog Millionaire (2008). La canción se tituló «Jai Ho! (You Are My Destiny)», atribuyéndose a A. R. Rahman y las Pussycat Dolls, mientras que Scherzinger fue acreditado como artista destacado causando conflictos internos dentro del grupo. La canción llegó al número uno en 17 países; en los Estados Unidos, alcanzó el puesto número quince en el Billboard Hot 100, luego de subir ochenta y cinco lugares, haciendo el mayor salto semanal del número 100. El 5 de abril de 2009, Scherzinger cantó «America the Beautiful» en WrestleMania XXV, en el Reliant Stadium en Houston, Texas. Después de que la gira concluyera en agosto de 2009, el grupo anunció un paréntesis para continuar sus carreras en solitario. En diciembre de 2009, Scherzinger fue anunciado como el tercer juez que se unió a Ben Folds y el miembro de la banda de Boyz II Men, Shawn Stockman, en la primera temporada de The Sing-Off. Ella regresó para la segunda temporada antes de ser reemplazada por Sara Bareilles.

### 2010–2013:Killer LoveyThe X Factor

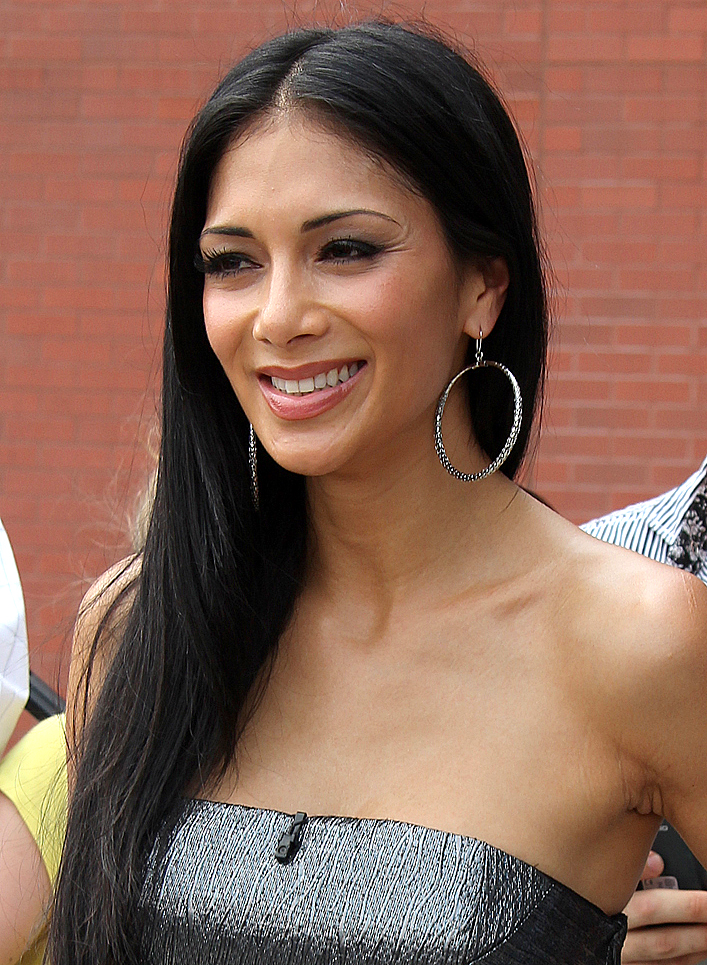
Scherzinger durante su primer día como jueza en la versión estadounidense de The X Factor.

En mayo de 2010, Scherzinger y su pareja de baile Derek Hough ganaron la décima temporada de Dancing with the Stars. En agosto de 2010, Scherzinger interpretó a Maureen en la producción de Hollywood Bowl del musical de rock, Rent, dirigida po Neil Patrick Harris. Su desempeño en el musical recibió elogios de parte de los críticos, Charles McNulty de Los Angeles Times declaró que «la voz poderosa de Scherzinger estaba destinada a lugares como el Bowl». Mientras tanto, después de la partida de los cuatro miembros, Scherzinger anunció que se había ido las Pussycat Dolls para enfocarse en su carrera en solitario. Ella hizo una aparición especial en un capítulo de la serie de Nickelodeon Big Time Rush en 2010 en la primera temporada.
Su primer álbum de estudio, Killer Love, fue lanzado el 21 de marzo de 2011 en el Reino Unido. El álbum experimentó un éxito moderado en ciertos territorios; en el UK Albums Chart, el álbum debutó y alcanzó su punto máximo en el número ocho y en noviembre vendió 140,000 copias. El segundo sencillo del álbum, «Don't Hold Your Breath» se convirtió en el primer sencillo número uno de Scherzinger como solista en el UK Singles Chart y los sencillos, «Poison» y «Right There» llegaron al número tres. El último fue remezclado con 50 Cent y lanzado como el sencillo principal de la versión estadounidense de Killer Love; sin embargo, el lanzamiento nunca se materializó. Este alcanzó su punto máximo en el número treinta y nueve, siendo su sencillo más alto en el Billboard Hot 100 como artista principal. Originalmente contratada para copresentar junto con Steve Jones en la primera temporada de The X Factor, Scherzinger recibió notoriedad por reemplazar a Cheryl Cole como jueza. Más tarde recibió más reacciones violentas y amenazas de muerte después de enviar el resultado al punto muerto en la semana 7, que resultó en la eliminación de Rachel Crow. Ella fue mentora de los mayores de 30 años; su acto final, Josh Krajcik, fue nombrado el finalista de la temporada. Mientras tanto, Killer Love fue relanzada con cuatro canciones adicionales, incluido el quinto y último sencillo, «Try with Me» se embarcó en su primera gira titular en febrero de 2012.
Scherzinger apareció como la novia de Boris en la película cómica de ciencia ficción-acción Hombres de negro III, que se lanzó el 25 de mayo de 2012 a través de Columbia Pictures. En junio de 2012, Scherzinger fue anunciado como juez de la novena serie de The X Factor Reino Unido por un salario reportado de $1.17 millones. Scherzinger fue mentor de la categoría chicos; sus dos actos, James Arthur y Jahméne Douglas, llegaron a la final, con Arthur ganando la serie. En marzo de 2013, Scherzinger lanzó «Boomerang», que debutó y alcanzó el puesto número seis en la lista UK Singles Chart; después de su deslucido éxito, el álbum asociado fue desechado. Scherzinger regresó como juez en The X Factor para su décima serie por un salario reportado de $2.3 millones.

### 2011:Coconut Tree
"Coconut Tree" es una canción del cantautor sueco - congoleño Mohombi de su álbum debut MoveMeant, y cuenta con la voz de la cantante estadounidense Nicole Scherzinger. Fue lanzado el 15 de abril de 2011 como descarga digital en Suecia. La canción fue escrita por RedOne, AJ Junior, Mohombi, Bilal "The Chef", Jimmy Joker, Beatgeek y fue producida por RedOne. Alcanzó el número 8 en la lista sueca de sencillos.
Un video musical para acompañar el lanzamiento de "Coconut Tree" se lanzó por primera vez en YouTube el 31 de mayo de 2011 y el video está dirigido por el Director X.

### 2014–presente:Big Fat Liey televisión
En enero de 2014, Scherzinger firmó con Sony Music Entertainment por un contrato de registro de $4.5 millones. El mes siguiente, ella anunció que firmó un contrato de varios álbumes con RCA Records. El segundo álbum de estudio de Scherzinger, Big Fat Lie fue lanzado en octubre; en UK Albums Chart estuvo dos semanas dentro de los 100 mejores alcanzando el número 17; sus pobres ventas llevaron a su salida de RCA Records. El álbum fue precedido por los sencillos, «Your Love», «Run» y «On the Rocks»; el máximo alcanzado en el número seis en la lista UK Singles Chart y tuvo un éxito moderado en otros mercados internacionales. En diciembre, Scherzinger debutó en el West End interpretando a Grizabella en la reposición del musical Cats en el London Palladium donde interpretó el papel durante 12 semanas hasta el 8 de febrero de 2015; su actuación recibió excelentes críticas por parte de los críticos que elogiaron especialmente su interpretación del estándar de la canción «Memory» y obtuvieron una nominación del Premio Laurence Olivier a la Mejor actriz en un papel secundario en un musical. Scherzinger iba a repetir a Grizabella en la reactivación de Cats en Broadway, pero una semana antes de los ensayos ella renunció después de que los productores se negaron a darle una mejor factura.
El 30 de junio de 2015, Scherzinger fue coronada como la ganadora del programa de variedades I Can Do That, donde seis celebridades compiten entre sí por realizar habilidades que nunca supieron que tenían. En julio interpretó el himno nacional estadounidense en el concierto de A Capitol Fourth en Washington D. C. y durante la inauguración de los Juegos Olímpicos Especiales de Verano de 2015. Best Time Ever with Neil Patrick Harris, una serie de televisión en vivo se estrenó el 15 de septiembre de 2015 en NBC con Scherzinger como copresentadora. El 22 de octubre, el nuevo show de música del panel Bring the Noise se estrenó en Sky 1 presentado por Ricky Wilson con Scherzinger y Tinie Tempah uniéndose a él como capitanes de equipo. Después de un descanso de 3 años de The X Factor, Scherzinger regresó en agosto de 2016, para su decimotercera serie; fue mentora de la categoría chicos, en la que su actuación Matt Terry ganó la competencia. Ella hizo la voz de Sina en la película animada Moana, que se lanzó el 23 de noviembre de 2016 a través de Walt Disney Pictures.
Sherzinger coprotagonizó Dirty Dancing, una nueva versión de la película de 1987 del mismo nombre, que se emitió en ABC el 24 de mayo de 2017. Aunque la película recibió críticas negativas de los críticos, la actuación de Scherzinger recibió elogios. En septiembre, fue jueza en The X Factor Reino Unido por cuarto año, en la decimocuarta serie del programa.

## Arte

### Estilo musical y voz
Nicole Scherzinger posee una gama vocal lírica-soprano que abarca más de cuatro octavas. Es conocida por su fuerte voz de soprano y su convicción de transmitir emoción en sus pistas. Una cantante de formación clásica, Scherzinger se siente cómodo cantando en una variedad de estilos (jazz, teatro, clásica). Junto con el control y la potencia, Nicole puede cantar un melisma complejo a lo largo de su rango, alterar de manera experta la dinámica de su voz a media frase y, gracias al excelente control de la respiración, sostener notas sin esfuerzo. Su rango medio es versátil y puede ser manipulado para agregar carácter y color emocional a una voz. Nicole también posee un registro de silbido.
Su música es generalmente R&B contemporáneo, y dance pop en algunas de sus canciones, especialmente en su álbum Killer Love. Aunque Scherzinger lanza canciones en inglés, ella grabó letras en hindi para la versión de «Jai Ho! (You Are My Destiny)» de las Pussycat Dolls. A lo largo de la carrera de Scherzinger, su rango vocal y su música han sido comparados con los de Mariah Carey, Keyshia Cole, Kelly Clarkson, Janet Jackson, Whitney Houston, Kelly Rowland, Leona Lewis, Beyoncé, Ciara, Christina Aguilera, Sugababes, y debido a algunas de las canciones más inspiradas en dance-pop y rock en Killer Love, Rihanna, e incluso Katy Perry y Lady Gaga. Scherzinger también canta música de teatro musical. Ella ha recibido créditos de coescritura para múltiples canciones que ha grabado. Sus primeras canciones fueron composiciones temáticas de empoderamiento femenino como «I Don't Need a Man» y «Hush Hush; Hush Hush» y la transición a himnos de «ruptura» más maduros como «Don't Hold Your Breath». Scherzinger también ha recibido créditos de coescritura para algunos de los discos en los que ha participado, especialmente durante sus esfuerzos en solitario. Ella también ha estado involucrada en el arreglo vocal y la producción vocal de algunas canciones que ha escrito.
Las canciones de Scherzinger están escritas a partir de experiencias personales, ya que ella dijo que son canciones «personales y sentidas». Ella coescribió la mayoría de su primer álbum de estudio, Killer Love. Las canciones anteriores de Scherzinger han sido descritas como «insinuaciones sexuales» y «funky electronica» que también están respaldados por «electro beats». En agosto de 2010, RedOne reveló que estaba trabajando en el álbum debut de Scherzinger, afirmando: «Acabo de terminar su álbum. Su último álbum nunca salió porque no fue consecuente. Su nuevo disco es el verdadero ella». Scherzinger dijo que mucho de su primer álbum de estudio fue sobre su separación con Lewis Hamilton antes de que se volvieran a reunir. Scherzinger dijo que quería crear canciones que «se prestaran a actuaciones en vivo». Dijo que le gusta grabar baladas «empoderadoras». Las voces de Scherzinger en las baladas se han comparado con Kelly Clarkson. Ella dijo que quería que su álbum debut fuera «fuerte y en tu cara». Ella le dijo a MTV: «Siempre he dicho que en Pussycat Dolls, me siento como Superwoman. Pero ese es solo uno de mis alter egos. Tengo el lado vulnerable y amargo de mí, entre otros, que todos aparecen en mi disco».

### Influencias
Scherzinger acredita a Whitney Houston como su mayor influencia musical e ídolo, diciendo que quería ser «Whitney» cuando creciera. Ella admiraba tanto a Houston que audicionó con su versión de «I Will Always Love You» en su audición de Popstars audition. Cuando Scherzinger creció en su ciudad natal de Louisville, recibió un regalo de Navidad (a la edad de seis años) de un pequeño boombox púrpura y un casete del disco debut homónimo de Whitney Houston de 1985. «Mis padres no tenían dinero, pero me consiguieron este reproductor y el álbum de Whitney, que tenía "The Greatest Love of All» recuerda Scherzinger. «Eso fue todo para mí. Desde ese momento quise cantar. Su voz era tan poderosa, cada nota que cantaba se sentía como la verdad». Scherzinger también llamó a Ella Fitzgerald, Billie Holiday, Roberta Flack, Sade Adu, Alanis Morissette, Toni Braxton y a Tina Turner como sus mayores influencias mientras crecía. Scherzinger dijo que Beyoncé también la inspiró, y dijo: «Me inspiran las mujeres como Beyoncé, que usan disfraces que no son mucho pero son artistas reales y ponen realismo en lo que hacen y de eso me enorgullezco». Scherzinger dijo que mientras ella está en el escenario, toma prestados personajes de Tina Turner y Mick Jagger: «La forma en que [Mick Jagger] se pasea por el escenario y el aplomo que tiene en el escenario. Pero me encanta la actitud y el insulto de Tina Turner. Le robo todo el tiempo, especialmente siendo la cantante principal de este grupo, las Pussycat Dolls, por ser valiente y tener esa actitud y esa alma detrás de ti». Scherzinger también cita a Gwen Stefani como una influencia. Janet Jackson y MIA también son influencias para ella. Cuando Scherzinger era mayor, Mariah Carey se convirtió en una gran influencia para ella. También deseaba trabajar con Black Eyed Peas diciendo que admiraba su música. Scherzinger también es fanática de Adele. Críticamente aclamado, «el príncipe del pop», Prince también se convirtió en una gran influencia cuando era adolescente. Michael Jackson fue una de las mayores influencias e ídolos de Scherzinger. Paula Abdul, con quien Scherzinger se sentó al costado del panel de jueces de The X Factor, fue una de sus influencias. Cuando ganó el papel en Hombres de negro III, Scherzinger dijo que la música era una gran parte de su inspiración para el personaje, que interpreta para la película. Ella dijo: «Escuché música más pesada y escuché a Led Zeppelin y me quedé en ese estado de ánimo porque la música es lo que más me inspira. Trabajé mucho con mi profesora de interpretación y ella me habló de un montón de locas cosas en las que pensar mientras estaba en el personaje, pero es mejor que no te diga lo que dijo». Scherzinger dijo que el papel la inspiró a grabar de manera diferente en su segundo álbum de estudio.

### Videos musicales y escenario
Descrita como «provocativa» cuando actúa en el escenario, Scherzinger afirma que su personaje teatral «proviene de un lugar fuerte, no de un lugar débil, y hay una gran diferencia. Hay una gran diferencia cuando ves a alguien que todavía tiene clase y está empoderando». Jarett Wieselman la colocó en el número dos en su lista de los cinco mejores cantantes y bailarines, mientras que los lectores de la revista Rolling Stone votaron a Scherzinger como la novena músico de baile favorito.

## Imagen pública
Scherzinger es el más reconocido como la voz detrás de The Pussycat Dolls. Como exmiembro del grupo, Scherzinger es el artista individual más exitosa, habiendo vendido 16 millones de discos, hasta ahora. Apareció una prensa negativa. en el cual su música, videos musicales, presentaciones y su imagen fueron desfavorablemente comparados con los de Beyoncé. En 2006, mientras estaba de gira, Scherzinger tuvo problemas en Kuala Lumpur con las autoridades por bailes sexualmente explícitos. Su presentación, parte del PCD World Tour, no fue bien recibida en el estado musulmán, que desaprobaba el «llamativa atuendo» y «rutinas sexualmente sugestivas» y fue multada con $3000 dólares por el incidente. Scherzinger admitió más tarde que ella gritó cuando vio el primer atuendo que tendría que usar como miembro de la banda.
Scherzinger ha desarrollado una imagen como símbolo sexual y «una de las mujeres más atractivas del planeta». VH1 la clasificó como la octava en su lista de «100 artistas más sexys», y desde 2006 aparece en «100 mujeres más sexys» de FHM alcanzó el puesto número nueve en 2011. Ha sido citada por numerosos medios de comunicación y revistas en su carrera como una de las celebridades y músicos más bellos y atractivos en el ojo público.
Margeaux Watson de Entertainment Weekly dio un gran golpe a Scherzinger por su papel como cantante principal. Watson dijo, «hay dos tipos de grupos de chicas: los anclados por una superestrella (The Supremes, Destiny's Child), y aquellos compuestos por personalidades carismáticas dotadas de regalos individuales limitados (Spice Girls, TLC). The Pussycat Dolls no son ninguna de las dos: son una marca, no una banda. [...] El álbum PCD multi-platino de 2005 encuentra a la protagonista, Nicole Scherzinger, en el punto de mira, y no es Beyoncé». Scherzinger ha afirmado que era responsable de las voces principal y de apoyo en las canciones del grupo, con casi nada cantado por las otras miembros. Ella comentó: «...la gente ni siquiera conoce la historia. Yo estaba en el centro porque estaba cantando. Yo era la que cantaba.»
Scherzinger también es partidario de los derechos de los homosexuales. El 24 de noviembre de 2012, Scherzinger posó para una camiseta «Algunas personas son gay, superalo», parte de una campaña de Stonewall, en apoyo del matrimonio entre personas del mismo sexo. La popularidad de Scherzinger dentro de la comunidad gay aumentó debido a su trabajo con las Pussycat Dolls. Una de las canciones escritas por Scherzinger, «I Don't Need a Man», estaba dedicada a todos sus fanáticos homosexuales. Explicó: «Quien sea que pueda inspirar, quería inspírenlos. Se trata de los mensajes de empoderamiento y de amarse a sí mismos por lo que son». Scherzinger también es muy elocuente cuando se trata de acoso escolar. Ella cree en la aceptación y recuerda haber recibido golpes y el mensaje de sus lanzamientos de música muestra cómo lidió con ellos.
Ella admite que es «frustrante» leer acerca de la descripción que los medios le hacen de ella como «una devoradora de hombres». Scherzinger ha sido relacionado con varios hombres diferentes, pero insiste en que ninguno de los rumores es cierto. En julio de 2013 Scherzinger posó semi-desnuda para la camiseta «Protect the Skin You're In», parte de una campaña del diseñador de moda Marc Jacobs para crear conciencia y dinero en efectivo para la investigación del melanoma. Todas las ventas benefician al NYU Cancer Institute and NYU Langone Medical Center. Los trajes que usaba como Pussycat Doll y los movimientos de baile sexual que han realizado han continuado desde que se embarcó en su carrera en solitario. Scherzinger dijo: «Creo que soy capaz de manejarme de una buena manera y espero que sea un modelo positivo para otras chicas». Scherzinger también lució el primer vestido de Twitter en la fiesta de lanzamiento de EE.

## Legado

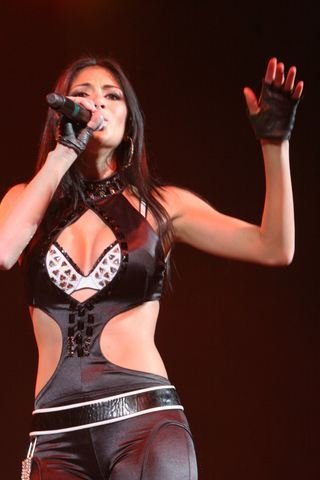
Scherzinger cantando en el PCD World Tour el 10 de diciembre de 2006.

Descrita como la «fuerza motriz» detrás de The Pussycat Dolls, Scherzinger se acredita por el resultado del éxito internacional del grupo en la industria de la música, durante una época en la que los grupos de chicas estaban enormemente subrepresentados. Con solo dos álbumes de estudio, la banda se convirtió en el grupo femenino más vendido de la última década, la era digital, y cuarto de todos los tiempos. Desde que comenzó su carrera con el grupo en 2003, Scherzinger ha vendido 54 millones de discos en todo el mundo, y otros 16 millones como solista. Scherzinger recibió varios títulos de la cultura pop, incluyendo la «princesa del pop» y la «diosa pop hawaiana» convirtiéndose en un icono de la cultura pop internacional después de su debut.
El impacto de Scherzinger en la televisión y el video musical también ha sido reconocido en la cultura pop, donde es conocida por sus videos musicales, que a menudo incorporan atuendos extravagantes y saltos de baile. Los críticos generalmente favorecen la intrincada coreografía de Scherzinger. Ella es considerada un símbolo sexual a través de sus videos musicales. Simon Cowell elogió la capacidad de actuación de Scherzinger, respectivamente, llamándola «una de las mejores artistas en vivo que he visto» y s«i quieres un ejemplo de cómo lo haces bien... es Nicole. Es el enfoque, el rendimiento, la voz...». La cantante estadounidense Lady Gaga ha sido influenciada por el papel de Scherzinger en las Pussycat Dolls, diciendo: «Hay algo que es muy humilde acerca de poder trabajar con un grupo de poder como ese. Probablemente la mayor influencia que han tenido sobre mí es hacer que quiera ser una mejor escritora».
Scherzinger ha recibido muchos elogios a lo largo de su carrera. En febrero de 2013, Scherzinger fue honrada por la Fundación Harvard como «Artista del Año 2013» por sus contribuciones en las artes escénicas, apoyo para la investigación del cáncer de mama y las iniciativas para adultos y niños con necesidades especiales. En abril de 2013, fue galardonada con el «Premio al Logro Sobresaliente de la Música» en los Premios Asiáticos por «logros inspiradores en los campos de los negocios, el deporte, el entretenimiento, la filantropía y las artes y la cultura populares». Ha sido aclamada como una de las artistas más sexy. En 2013, Fuse incluyó a Scherzinger en la lista de «Las 50 chicas que dirigen el mundo», y «Los mejores 100 éxitos del pop».

## Otros proyectos

### Endosos
En abril de 2010, Nicole Scherzinger se unió a la tienda de ropa C&A para lanzar su propia colección de ropa interior, zapatos, bolsos y joyas en sus tiendas en Brasil. En diciembre de 2011, Scherzinger comenzó apoyando la línea manicura imPress Nails y tiene su propia firma de serie. De 2012 a 2014, Scherzinger fue la embajadora de Herbal Essences. En marzo de 2013, Scherzinger fue anunciada como embajadora de British Airways promocionando rutas de primera clase a Moscú. En abril de 2013, se anunció que Scherzinger será la cara de Müller Corner, una gama de yogures de lujo y TV frontal y campañas impresas. En colaboración con la tienda minorista de moda en línea Missguided, diseñó una gama de 30 piezas que se lanzó en marzo de 2014. Su colaboración ayudó al minorista a aumentar las ganancias en 70%. En septiembre de 2014, Scherzinger se unió a Proactiv+ como la nueva embajadora de celebridades para la compañía de cuidado de la piel. En septiembre de 2017, Scherzinger lanzó su fragancia de debut, Chosen by Nicole Scherzinger.

### Teatro musical
A finales de 2009, se informó que Scherzinger estaba trabajando estrechamente con Andrew Lloyd Webber en el musical Love Never Dies, la secuela de El fantasma de la ópera. Aunque todavía no ha aparecido en el programa, su versión de la canción del título – Love Never Dies – se presentó en Chris Evans Breakfast Show el viernes 1 de abril de 2011. Como parte del 25.º aniversario de El fantasma de la ópera, Scherzinger interpretó la canción principal en el Royal Variety Performance, celebrado en The Lowry, Mánchester, el lunes 5 de diciembre de 2011. La presentación fue transmitido en ITV1 el miércoles 14 de diciembre de 2011.
Playbill confirmó a Scherzinger como miembro del reparto en Two Lost Worlds, un musical considerado como «una historia épica de un pueblo antiguo salvado por una mujer». El musical se presentó el 31 de julio de 2012 en el Iridium Jazz Club en la ciudad de Nueva York. El 31 de marzo de 2013, Scherzinger tocó «Don't Cry for Me Argentina» para un programa televisado de Andrew Lloyd Webber y recibió la aclamación de la crítica.

### Filantropía
En mayo de 2013, Scherzinger otorgó a la Escuela de Artes Escénicas Juveniles de duPont Manual High School una beca de $2,000 llamada «Nicole Scherzinger Performing Arts Scholarship». Scherzinger dice que disfruta mucho de sus esfuerzos caritativos, que el trabajo ha cesado ser desinteresado y convertirse en una mera búsqueda de su propio placer: «No sé si es egoísta porque me da tanta satisfacción, pero me emociona estar con niños y familias con necesidades especiales. Mi tía tiene el síndrome de Down. Por lo tanto, estoy muy cerca de mi corazón», dice Scherzinger. Luego del terremoto de Haití de 2010, junto con otros artistas, grabó «We Are the World 25 for Haiti», que benefició a las personas afectadas por la tragedia. En octubre de 2010 interpretó a Trixie en el concierto del 35 aniversario de The Rocky Horror Picture Show. También recaudó dinero para el campamento de Tortuga pintada para niños con enfermedades crónicas.
Inspirado por su tía que tiene síndrome de down, Scherzinger se convirtió en embajador global de las Special Olympics y grabó «O Holy Night» para la edición 2013 de A Very Special Christmas con todas las ganancias que benefician a la organización. El 20 de noviembre de 2013, Scherzinger recibió el "Global Gift Philanthropist Award" en Global Gift Gala por sus contribuciones. En 2014, Scherzinger se convirtió en embajadora de UNICEF en el Reino Unido y viajó a Guyana para conocer y ayudar a niños con discapacidades en un play-park. Al año siguiente, en apoyo de la campaña Children in Danger de UNICEF Reino Unido viajó a Manila, Filipinas, donde se encontró con niños que vivían en comunidades peligrosas y superpobladas en la capital. Scherzinger junto con muchos otros artistas aparecieron en el sencillo «Love Song to the Earth», que se lanzó en septiembre de 2015 antes de la Conferencia de las Naciones Unidas sobre Cambio Climático 2015, como parte de la campaña mundial para crear conciencia sobre el cambio climático. Más tarde interpretó «Brave» with the SU2C para Stand Up 2 Cancer para recaudar dinero para la investigación sobre el cáncer el 17 de octubre de 2014. En septiembre de 2016, Scherzinger junto con muchos otros artistas se presentaron en la nueva versión de la canción de Black Eyed Peas, «Where Is the Love?», donde todas las ganancias se destinaron a la fundación sin fines de lucro de will.i.am, i.am.angel Foundation.

## Vida personal
Scherzinger se comprometió con Nick Hexum, cantante principal de 311, con quien salió desde 2000 hasta 2004. Scherzinger comenzó una relación con el campeón Mundial de Fórmula 1 Lewis Hamilton después de que se conocieron en los MTV Europe Music Awards 2007 en Múnich. Su relación intermitente de siete años fue un elemento sensacionalista en la prensa británica. Se separaron en febrero de 2015. Comenzó a salir con el tenista búlgaro Grigor Dimitrov en 2016.
A finales del 2019, comenzó a salir con el exjugador de rugby, Thom Evans, comprometiendose en matrimonio el 15 de julio del 2022.
En 2012, reveló públicamente su lucha de ocho años con la bulimia, y explicó que durante su tiempo en las Pussycat Dolls, «Simplemente me odiaba a mí misma. Estaba en un grupo pero nunca me sentí tan sola en mi vida... Nunca consumí drogas, pero lastimarme era mi adicción. La música es lo que me salvó. Eso es lo único en lo que puedo confiar».
Scherzinger ha respaldado la campaña presidencial de 2008 del presidente Barack Obama; ella apareció en el video musical de la canción del rapero will.i.am, «Yes We Can» (2008), que fue inspirada por el discurso de Obama después de las primarias de 2008 en Nuevo Hampshire.

## Discografía
- Killer Love (2011)
- Big Fat Lie (2014)

## Filmografía
- Chasing Papi (2003)
- El amor no cuesta nada (2003)
- Men in Black 3 (2012)
- Moana (2016)
- Dirty Dancing (2017)
- Big Time Rush

## Giras musicales
- The Killer Love Tour (2012)

## Premios y nominaciones
| Ceremonia                               | Año  | Premio                                            | Nominación/Trabajo             | Resultado | Ref.    |
| --------------------------------------- | ---- | ------------------------------------------------- | ------------------------------ | --------- | ------- |
| Premios Grammy                          | 2007 | Mejor interpretación pop vocal por un dúo o grupo | «Stickwitu»                    | Nominada  | [ 205 ] |
| MTV Video Music Awards                  | 2009 | Mejor coreografía                                 | «Jai Ho! (You Are My Destiny)» | Nominada  | [ 206 ] |
| TRL Awards                              | 2011 | Mejor aspecto                                     | Ella misma                     | Nominada  |         |
| Teen Choice Awards                      | 2012 | Choice Movie Actress: Roba Escenas                | Hombres de negro III           | Nominada  | [ 207 ] |
| Premios Cosmopolitan                    | 2012 | Última diversión sin miedo femenina               | Ella misma                     | Ganadora  | [ 208 ] |
| Premios Asiáticos                       | 2013 | Logró sobresaliente en la música                  | Ella misma                     | Ganadora  | [ 209 ] |
| Premios Glamour                         | 2013 | Personalidad de televisión                        | Ella misma                     | Ganadora  | [ 210 ] |
| Premios Cosmopolitan                    | 2013 | Máxima personalidad de televisión                 | Ella misma                     | Ganadora  | [ 211 ] |
| World Music Awards                      | 2014 | Mejor artista femenina                            | Ella misma                     | Nominada  | [ 212 ] |
| World Music Awards                      | 2014 | Mejor acto en vivo                                | Ella misma                     | Nominada  | [ 213 ] |
| World Music Awards                      | 2014 | Mejor artista del año                             | Ella misma                     | Nominada  | [ 214 ] |
| World Music Awards                      | 2014 | Mejor canción                                     | «Fino all'estasi»              | Nominada  | [ 215 ] |
| MTV Europe Music Awards                 | 2014 | Mejor presentación en el escenario mundial        | Ella misma                     | Nominada  | [ 216 ] |
| Premio Laurence Olivier                 | 2015 | Mejor actriz en un papel secundario en un musical | Cats                           | Nominada  | [ 79 ]  |
| Teen Choice Awards                      | 2015 | Roba Escenas                                      | Ella misma                     | Nominada  | [ 217 ] |
| BTVA People's Choice Voice Acting Award | 2017 | Mejor conjunto vocal en un largometraje           | Moana                          | Ganadora  | [ 218 ] |
| National Television Awards              | 2017 | Mejor juez de televisión                          | The X Factor                   | Nominada  | [ 219 ] |
| Premio Laurence Olivier                 | 2024 | Mejor actriz protagonista en un musical           | Sunset Boulevard               | Ganadora  | [ 220 ] |
| Premios Tony                            | 2025 | Mejor actriz principal de un musical              | Sunset Boulevard               | Ganadora  | [ 3 ]   |